# Références médicales opposables
 (mars 2023).
Si vous disposez d'ouvrages ou d'articles de référence ou si vous connaissez des sites web de qualité traitant du thème abordé ici, merci de compléter l'article en donnant les références utiles à sa vérifiabilité et en les liant à la section « Notes et références ».
En France, les références médicales opposables (RMO) sont des recommandations de bonnes pratiques médicales concernant une pathologie. Créées en janvier 1993 par la convention médicale dans le but d’éviter les prescriptions abusives, elles sont non obligatoires bien qu'opposables, dans le cadre de l’exercice libéral de la médecine.
C'est une régulation médicale des dépenses de santé.